# Solus Christus
Solus Christus (з лат. — «лише Христос») — це християнська доктрина, сформована Мартіном Лютером, яка діє в усіх протестантських церквах. Під висловом йдеться, що Ісус Христос являє собою єдиним посередником (заступником) між Богом і людиною, внаслідок чого змога і необхідність будь-яких інших посередників відкидається.
Саме тому культ святих і марінської відданості не практикуються в протестантизмі. Заступництво святих також заперечується, оскільки тільки Ісус (як іпостасі об'єднання Бога і людини), може бути посередником між ними двома вище вказаними. Доктрина solus Christus також завдає впливу на сотеріологію конфесії, яка виникла в епоху Реформації, оскільки будь-які міркування щодо можливості будь-якого впливу на долю спасіння людини з боку інших людей, живих або мертвих, заперечується.
Інший аспект доктрини стосується діяльності й організації церкви. По-перше, в протестантизмі Ісус Христос визнається єдиним головою християнської церкви, через що відкидається зверхність Папи Римського. По-друге, священослужитель в протестантських церквах виконує функцію не тільки священника, а й пастора (служителя), який провадить таїнства Христові й веде проповідну діяльність, що пов'язано з принципом всезагального священства усіх мирян.

## Біблійне підґрунтя

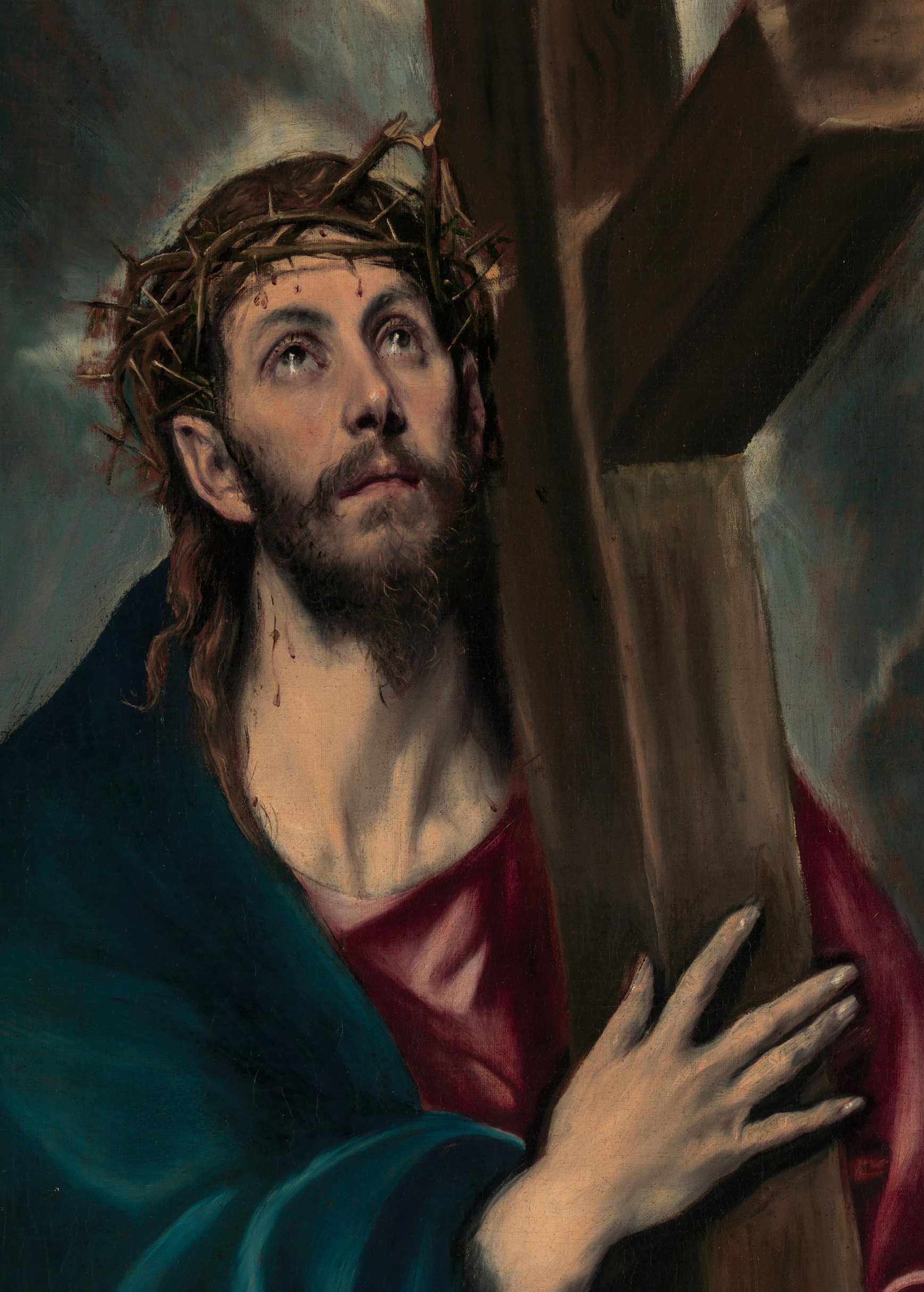
У протестантизмі Ісус Христос визнається не лише як єдиний Спаситель, а і як єдиний Посередник і Заступник (картина Ель Греко "Христос, що несе хрест").

«..всі люди Ізраїлю мусять знати таке: це було зроблено владою Ісуса Христа з Назарета [...] 10 Ніхто інший не дасть нам спасіння, бо немає іншого такого імені в світі. Бог послав Його людям, щоби принести їм спасіння12» Діяння Апостолів 4:10,12.

«Існує лише один Господь і лише один посередник між Богом і людьми — Ісус Христос, Який Сам був людиною.» Перше Послання до Тимофія 2:5

«Я є Шлях, Істина й Життя, — відповів Ісус. — І ніхто не прийде до Отця інакше, як через Мене.» Від Іоана 14:6

«Тож промовлятимемо істину з любов’ю і зростатимемо в усьому, щоб бути схожими на Христа. Бо Ісус — голова..» До Ефесян 4:15

«Ось чому Він здатний вічно спасати тих, хто через Нього наблизиться до Всевишнього. Адже Він завжди живий, щоб заступатися за них перед Господом.» До Євреїв 7:25

«Христос, наш Первосвященик, здатний співчувати нашим слабкостям, бо, пройшовши через усі випробування, через які й нам доводиться йти, жодного разу не згрішив. Тож рушаймо впевнено до Божого престолу благодаті, щоб здобути милість і підтримку в тяжкі часи нашої скрути.» До Євреїв 4:15-16

«Любі діти мої! Я пишу до вас про це, щоб ви не грішили. Але якщо хтось і згрішить, то має заступника перед Отцем — праведного Ісуса Христа. Він і є тією жертвою, яка спокутує гріхи наші, і не тільки наші, а й усього світу.» Перше Послання Іоана 2:1-2

«Бо ж очевидно, що не Ангели то були, кому Він допомагав. Ні, то Авраамові діти. Тому й Він мусив у всьому бути такими як ми, брати і сестри Його, щоб стати милосердним і сповненим віри Первосвящеником на службі Божій, щоб спокутувати гріхи людські. Оскільки Сам Він здолав спокуси й зазнав страждань, то й іншим, хто зараз бореться зі спокусами, Він може допомогти.» До Євреїв 2:16-18